# Eumorphus ocellatus
Eumorphus ocellatus es una especie de coleóptero de la familia Endomychidae.

## Distribución geográfica
Habita en Yunnan y Tonkin.